# Horoch (herb baronowski)

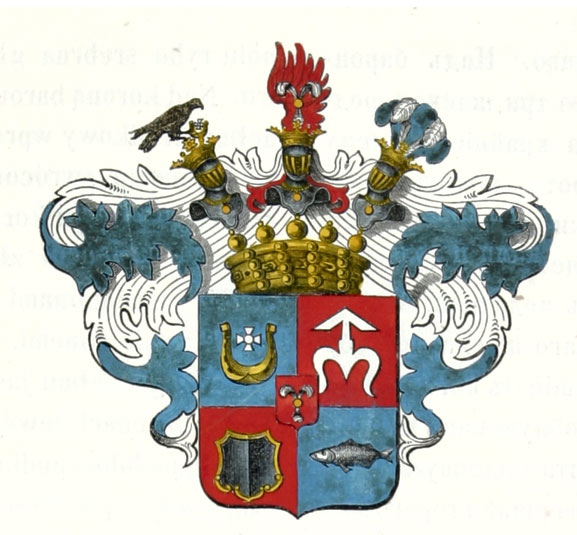
Herb według Pawliszczewa

Horoch – polski herb baronowski, odmiana herbu Trzy Pióra nadany w zaborze austriackim.

## Opis herbu
Opis stworzony zgodnie z klasycznymi zasadami blazonowania:
Tarcza w krzyż z polem sercowym. W polu sercowym, czerwonym, trzy pióra strusie srebrne (2 i 1) wokół kamienia złotego. W polu I, błękitnym, podkowa złota, między ocelami której krzyż srebrny; w polu II, czerwonym, strzała roztłuczona srebrna; w polu III, czerwonym, tarcza barokowa srebrna z bordiurą złotą; w polu IV, błękitnym, ryba srebrna. Nad tarczą korona baronowska ze sznurem pereł. Nad nią trzy hełmy z klejnotami. Klejnot I: godło z tarczy sercowej na skrzydle orlim czerwonym; klejnot II: jastrząb w lewo z dzwonkami przy łapach i godłem z pole I w lewym szponie; klejnot III: pięć piór strusich, dwa srebrne między trzema błękitnymi. Labry na hełmie I: błękitne, podbite srebrem, na hełmie II: czerwone, podbite srebrem, na hełmie III: błękitne, podbite srebrem.

## Symbolika
Herb zawiera skrócony wywód genealogiczny obdarowanego. Jego matka, Katarzyna Milanowska używała herbu Jastrzębiec. Jego babka, Helena Rogowska, używać powinna herbu Odrowąż (chociaż nieznana jest rodzina Rogowskich tego herbu). Jego prababka, Zofia Sawinianka, używała herbu Glaubicz.

## Najwcześniejsze wzmianki
Nadany w Galicji z tytułem baronowskim Maciejowi Kazimierzowi Horochowi. Podstawą nadania był patent z 1775. Rodzina Horochów posługiwała się pierwotnie herbem Trąby, ale baron Maciej, sądząc, że pochodzi od czeskich Harrachów, umieścił w tarczy sercowej ich godło.

## Herbowni
Jedna rodzina herbownych:
freiherr von Horoch.